# 圣多斯
圣多斯（法語：Saint-Dos，法語發音：[sɛ̃ dɔs]）是法国大西洋比利牛斯省的一个市镇，属于波城区。

## 地理
圣多斯（43°28'24"N, 1°1'21"W）面积1.84 平方千米，位于法国新阿基坦大区大西洋比利牛斯省，该省份为法国东南部省份，涵盖了贝阿恩与北巴斯克，西临大西洋比斯開灣，北至朗德省，东北接热尔省，东临上比利牛斯省，南与西班牙接壤。
与圣多斯接壤的市镇（或旧市镇、城区）包括：欧特里沃、卡雷斯-卡萨贝、拉巴斯蒂德自由城、圣佩德莱朗。
圣多斯的时区为UTC+01:00、UTC+02:00（夏令时）。

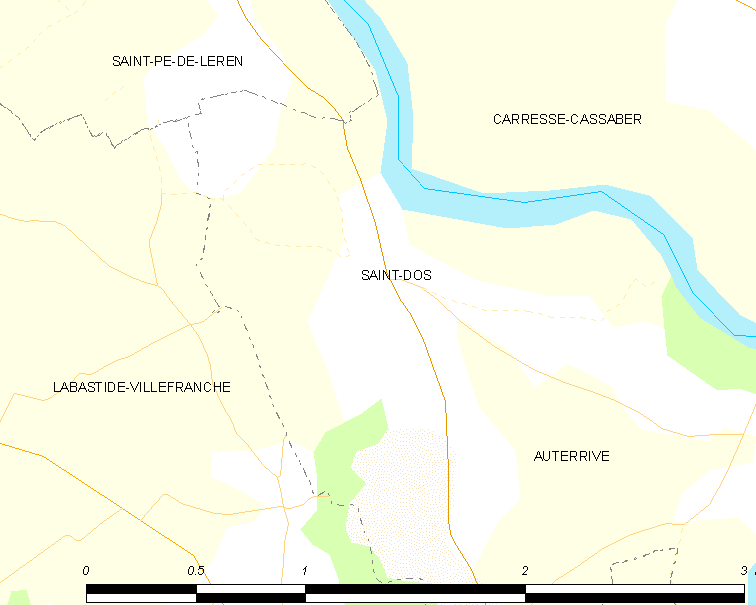
圣多斯的OSM定位图

## 行政
圣多斯的邮政编码为64270，INSEE市镇编码为64474。

## 政治
圣多斯所属的省级选区为奥尔泰兹-激流与盐之地县。

## 人口

1962-2008年间圣多斯人口变化图示

圣多斯于2022年1月1日时的人口数量为159人。